# Rosenkrantztårnet

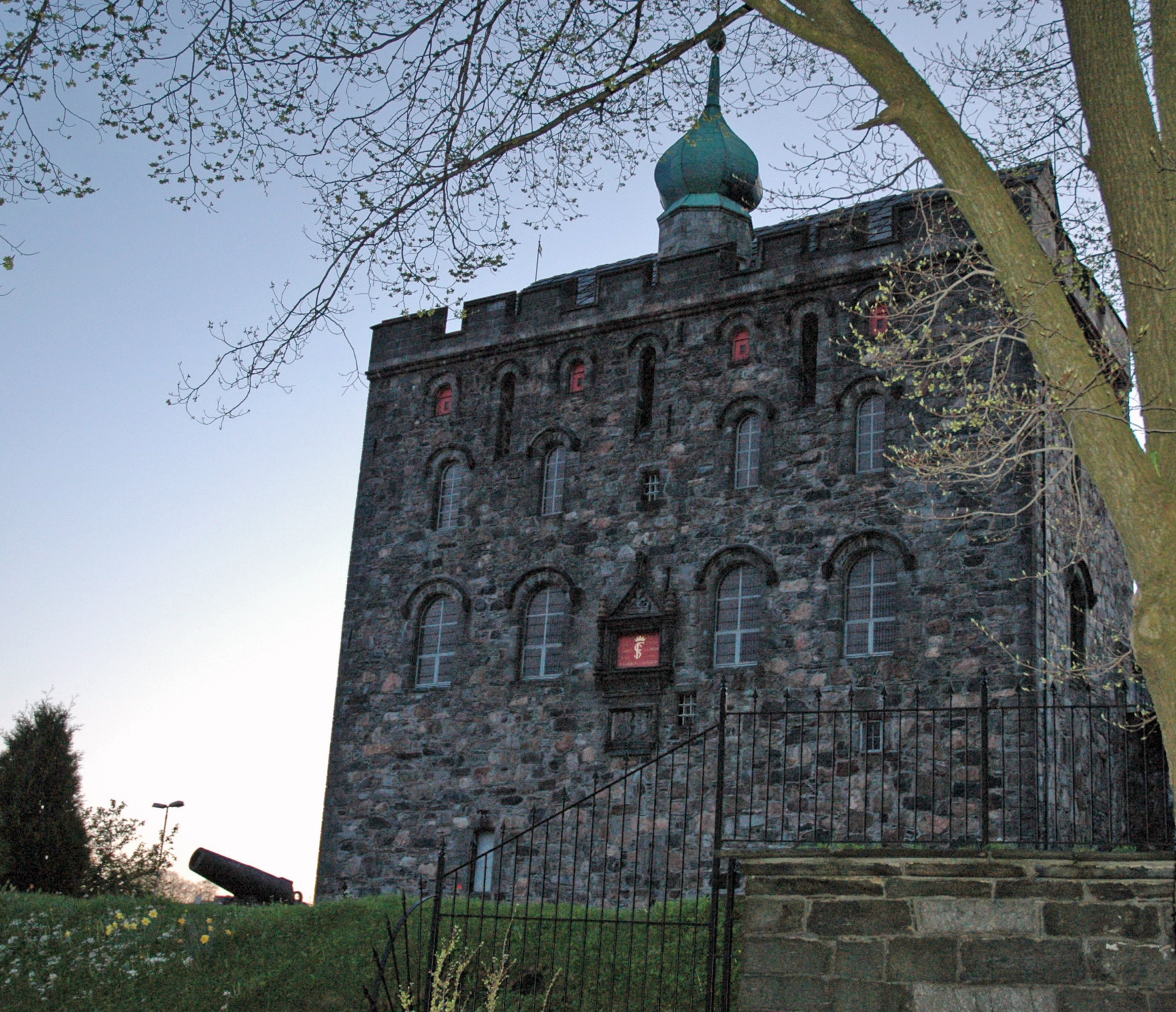
Rosenkrantztårnet

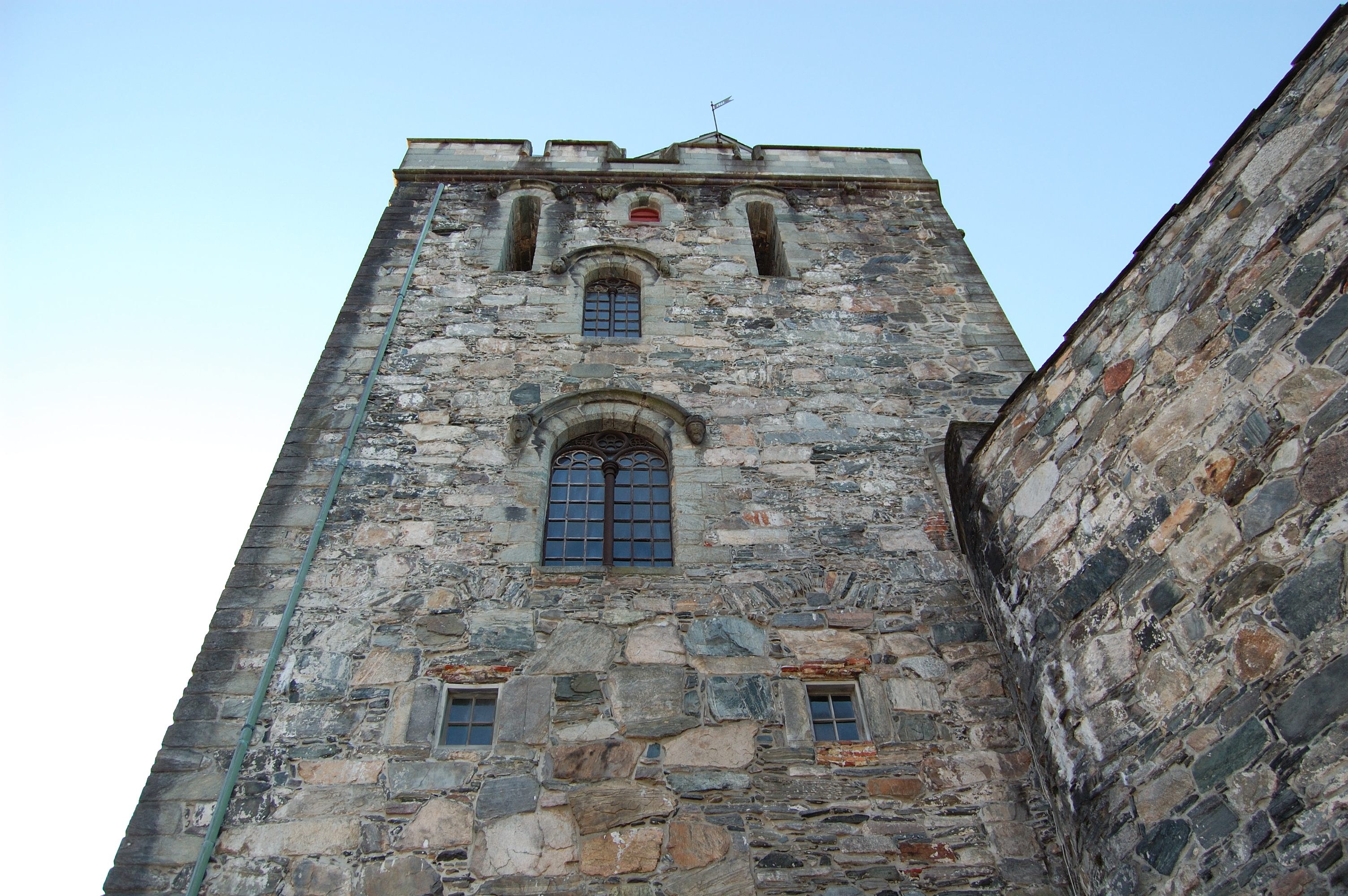
Rosenkrantztårnet

Rosenkrantztårnet (Noors voor "de Rosenkrantztoren") is een 16e-eeuwse vestingtoren in de vesting Bergenhus in de Noorse stad Bergen. Het wordt gezien als het belangrijkste renaissance-bouwwerk van Noorwegen.
De stenen toren omvat delen van oudere bouwwerken, waaronder het middeleeuwse kasteel van koning Magnus Lagabøte (Magnus Lagabøtes kastell) uit de jaren 1270. Dit "kasteel aan de zee" was een onderdeel van het Noorse koninklijke hof in wat nu de vesting Bergenhus is. Het kasteel had drie etages en een kelder. Het bevatte een kapel en, op de bovenste etage, het slaapvertrek van de koning.
In de periode 1516-1523 werd het middeleeuws kasteel verbouwd en vergroot door de Deense gouverneur Jørgen Hanssøn, en in de jaren 1560 werd het kasteel verder vergroot en gemoderniseerd in opdracht van gouverneur Erik Rosenkrantz. Er werden onder meer nieuwe etages en een wenteltrap toegevoegd. Het nieuwe gebouw omvatte een kerker, de gouverneursvertrekken op de derde etage en (op de bovenste etage) kanonnen. De derde etage, door Rosenkrantz flink uitgebreid, werd ook wel de "koningszaal" genoemd. Waarschijnlijk gebruikte koning Christiaan IV deze vertrekken tijdens zijn verblijven in Bergen. De kanonnen op de bovenste etages werden gebruikt tijdens de Slag in de Baai van Bergen in 1665.
In de jaren 1740 werd Rozenkrantztårnet in gebruik genomen als kruitmagazijn, een functie die de toren behield tot de jaren 1930, toen het gebouw geopend werd voor het publiek. Op 20 april 1944 ontplofte een Nederlands schip met 120 ton ammunitie aan boord in de baai Vågen. Hierbij raakte Rosenkrantztårnet zwaar beschadigd. Een restauratie volgde onder leiding van de Noorse architect en archeoloog Gerhard Fischer. Hierbij werden de onderste drie etages in middeleeuwse staat teruggebracht (waaronder de kerker en de kapel van Magnus Lagabøte), terwijl de bovenste etages in 16e-eeuwse staat werden teruggebracht. De toren werd in 1966 heropend. In 1995 werd het gebouw door de Noorse overheid aangewezen als rijksmonument.
Rosenkrantztårnet wordt nu beheerd door Bymuseet i Bergen, een museum ontstaan uit een samenvoeging in 2005 van een aantal kleinere musea en monumenten in Bergen.
|  |  |